# Kiev Connolly
Kiev Connolly (* in Cork) ist ein irischer Pop-Rock-Sänger.

## Leben und Wirken
Er kam 1978 nach Deutschland und hatte dort Auftritte in Kneipen. Mitte der 1980er zog er nach Berlin und wurde dort als Musikproduzent tätig.
1985 erschien sein einziges Album What’s Happening beim deutschen Plattenlabel Ariola. Er gründete hierzu die Pop-Rock-Band The Missing Passengers als seine Begleitgruppe. 1987 zog er wieder zurück nach Irland.
Er nahm mit den Passengers am Concours Eurovision de la Chanson 1989 in Lausanne teil. Mit dem Titel The Real Me landete das Gespann auf Platz 18.